# 馮志
馮志（1473年—？），字行甫，浙江寧波府慈谿縣人，民籍，明朝政治人物。

## 生平
弘治十一年（1498年）戊午科浙江鄉試第七十五名舉人。弘治十五年（1502年）中式壬戌科會試第一百二十三名，二甲第二十九名進士。

## 家族
曾祖馮道庸；祖父馮景旭；父馮琨，母邵氏。具庆下。兄馮龍。